# The Red in the Sky Is Ours
The Red in the Sky Is Ours — перший повноформатний альбом шведського гурту At the Gates, виданий у 1992 році лейблом Deaf Records. У 2003 році реліз було перевидано на лейблі Peaceville Records з додаванням трьох додаткових треків, що включали два записи з концертів гурту та демо-версію пісні Ever-Opening Flower. Як запрошений музикант участь у записі альбому брав скрипаль Єспер Ярольд.
Гітарист гурту Андерс Бйорлер у інтерв'ю зазначав, що в той час учасники колективу лише вивчали можливості один одного і, хоча альбом і видався більш структурованим порівняно з «Gardens of Grief», музиканти аж занадто прагнули справити враження на слухачів, результатом чого стала велика кількість рифів та дещо дивні пісні. Крім того, Бйорлер розкритикував продакшн видання, назвавши його дуже слабким. Оформлення альбому займався Йоран Бйорлер, фотографії гурту до релізу також належать йому та Лізі Гаггрен.

## Список пісень
| #   | Назва                                           | Тривалість |
| --- | ----------------------------------------------- | ---------- |
| 1.  | «The Red in the Sky Is Ours/The Season to Come» | 4:41       |
| 2.  | «Kingdom Gone»                                  | 4:40       |
| 3.  | «Through Gardens of Grief»                      | 4:02       |
| 4.  | «Within»                                        | 6:54       |
| 5.  | «Windows»                                       | 3:53       |
| 6.  | «Claws of Laughter Dead»                        | 4:02       |
| 7.  | «Neverwhere»                                    | 5:41       |
| 8.  | «The Scar»                                      | 2:00       |
| 9.  | «Night Comes, Blood Black»                      | 5:16       |
| 10. | «City of Screaming Statues»                     | 4:37       |

| Бонус-треки перевидання 2003 року | Бонус-треки перевидання 2003 року  | Бонус-треки перевидання 2003 року |
| #                                 | Назва                              | Тривалість                        |
| --------------------------------- | ---------------------------------- | --------------------------------- |
| 11.                               | «All Life Ends» (наживо)           |                                   |
| 12.                               | «Kingdom Gone» (наживо)            |                                   |
| 13.                               | «Ever-Opening Flower» (Демо-запис) |                                   |

## Склад гурту
Учасники колективу
- Томас Ліндберг — вокал
- Альф Свенссон — гітара
- Андерс Бйорлер — гітара
- Юнас Бйорлер — бас-гітара
- Адріан Ерландссон — ударні

Запрошені музиканти
- Єспер Ярольд — скрипка